# Valderrubio
Valderrubio là một đô thị trong tỉnh Granada, Tây Ban Nha. Dân số năm 2024 là 2.077 người.